# Cichladusa
Genre
Cichladusa est un genre d’oiseaux de la famille des Muscicapidae.

## Liste d'espèces
Selon la classification de référence du Congrès ornithologique international (15.1, 2025) :
- Cichladusa arquata Peters, 1863 – Cichladuse à collier
- Cichladusa ruficauda (Hartlaub, 1857) – Cichladuse à queue rousse
- Cichladusa guttata (Heuglin, 1862) – Cichladuse tachetée